# Ice Challenge 2022
Ice Challenge 2022 – ósme zawody łyżwiarstwa figurowego z cyklu Challenger Series 2022/2023. Zawody rozgrywano od 8 do 11 listopada 2022 roku w hali Merkur Eisstadion w Grazu.
W konkurencji solistów zwyciężył Amerykanin Liam Kapeikis, zaś wśród solistek Włoszka Anna Pezzetta. W parach tanecznych złoty medal wywalczyli Amerykanie Emily Bratti i Ian Somerville. Konkurencja par sportowych nie była zaliczana do klasyfikacji generalnej Challenger Series.

## Rekordy świata
| Rekordy świata (GOE±5) na moment rozpoczęcia zawodów (stan na 8 listopada 2022): | Rekordy świata (GOE±5) na moment rozpoczęcia zawodów (stan na 8 listopada 2022): | Rekordy świata (GOE±5) na moment rozpoczęcia zawodów (stan na 8 listopada 2022): | Rekordy świata (GOE±5) na moment rozpoczęcia zawodów (stan na 8 listopada 2022): | Rekordy świata (GOE±5) na moment rozpoczęcia zawodów (stan na 8 listopada 2022): | Rekordy świata (GOE±5) na moment rozpoczęcia zawodów (stan na 8 listopada 2022): |
| Konkurencja                                                                      | Segment                                                                          | Zawodnicy                                                                        | Punkty                                                                           | Zawody                                                                           | Data                                                                             |
| -------------------------------------------------------------------------------- | -------------------------------------------------------------------------------- | -------------------------------------------------------------------------------- | -------------------------------------------------------------------------------- | -------------------------------------------------------------------------------- | -------------------------------------------------------------------------------- |
| Soliści                                                                          | Nota łączna                                                                      | Nathan Chen                                                                      | 335,30                                                                           | Finał Grand Prix 2019                                                            | 7 grudnia 2019                                                                   |
| Soliści                                                                          | Program dowolny                                                                  | Nathan Chen                                                                      | 224,92                                                                           | Finał Grand Prix 2019                                                            | 7 grudnia 2019                                                                   |
| Soliści                                                                          | Program krótki                                                                   | Nathan Chen                                                                      | 113,97                                                                           | Zimowe igrzyska olimpijskie 2022                                                 | 10 lutego 2020                                                                   |
| Solistki                                                                         | Nota łączna                                                                      | Kamiła Walijewa                                                                  | 272,71                                                                           | Rostelecom Cup 2021                                                              | 27 listopada 2021                                                                |
| Solistki                                                                         | Program dowolny                                                                  | Kamiła Walijewa                                                                  | 185,29                                                                           | Rostelecom Cup 2021                                                              | 27 listopada 2021                                                                |
| Solistki                                                                         | Program krótki                                                                   | Kamiła Walijewa                                                                  | 90,45                                                                            | Mistrzostwa Europy 2022                                                          | 13 stycznia 2022                                                                 |
| Pary sportowe                                                                    | Nota łączna                                                                      | Sui Wenjing / Han Cong                                                           | 239,88                                                                           | Zimowe igrzyska olimpijskie 2022                                                 | 19 lutego 2022                                                                   |
| Pary sportowe                                                                    | Program dowolny                                                                  | Anastasija Miszyna / Aleksandr Gallamow                                          | 157,46                                                                           | Mistrzostwa Europy 2022                                                          | 13 stycznia 2022                                                                 |
| Pary sportowe                                                                    | Program krótki                                                                   | Sui Wenjing / Han Cong                                                           | 84,41                                                                            | Zimowe igrzyska olimpijskie 2022                                                 | 18 lutego 2022                                                                   |
| Pary taneczne                                                                    | Nota łączna                                                                      | Gabriella Papadakis / Guillaume Cizeron                                          | 229,82                                                                           | Mistrzostwa świata 2022                                                          | 26 marca 2022                                                                    |
| Pary taneczne                                                                    | Taniec dowolny                                                                   | Gabriella Papadakis / Guillaume Cizeron                                          | 137,09                                                                           | Mistrzostwa świata 2022                                                          | 26 marca 2022                                                                    |
| Pary taneczne                                                                    | Taniec rytmiczny                                                                 | Gabriella Papadakis / Guillaume Cizeron                                          | 92,73                                                                            | Mistrzostwa świata 2022                                                          | 25 marca 2022                                                                    |

## Wyniki

### Soliści
| Poz. | Zawodnik                     | Nota łączna | SP | SP    | FS | FS     |
| ---- | ---------------------------- | ----------- | -- | ----- | -- | ------ |
| 1    | Liam Kapeikis                | 223,02      | 1  | 76,46 | 2  | 146,56 |
| 2    | Andreas Nordebäck            | 218,25      | 2  | 75,24 | 4  | 143,01 |
| 3    | Nikita Starostin             | 217,04      | 4  | 71,96 | 3  | 145,08 |
| 4    | Tomàs-Llorenç Guarino Sabaté | 216,05      | 3  | 74,19 | 5  | 141,86 |
| 5    | François Pitot               | 212,25      | 15 | 59,05 | 1  | 153,20 |
| 6    | Davide Lewton Brain          | 203,16      | 5  | 70,31 | 7  | 132,85 |
| 7    | Naoki Rossi                  | 197,59      | 6  | 69,02 | 11 | 128,57 |
| 8    | Nikolaj Majorov              | 197,53      | 7  | 65,72 | 9  | 131,81 |
| 9    | Maurizio Zandron             | 197,32      | 8  | 65,25 | 8  | 132,07 |
| 10   | Cha Young-hyun               | 196,01      | 14 | 59,27 | 6  | 136,74 |
| 11   | Raffaele Francesco Zich      | 193,43      | 10 | 61,90 | 10 | 131,53 |
| 12   | Luc Maierhofer               | 184,01      | 12 | 61,34 | 12 | 122,67 |
| 13   | Landry Le May                | 178,76      | 9  | 62,98 | 14 | 115,78 |
| 14   | Nurullah Sahaka              | 176,79      | 11 | 61,30 | 15 | 115,19 |
| 15   | Pablo García                 | 173,88      | 17 | 56,22 | 13 | 117,66 |
| 16   | Edrian Paul Celestino        | 171,91      | 13 | 60,02 | 17 | 111,89 |
| 17   | Ian Vauclin                  | 164,92      | 16 | 56,54 | 18 | 108,38 |
| 18   | William Annis                | 162,39      | 21 | 48,63 | 16 | 113,76 |
| 19   | Euken Alberdi                | 146,15      | 19 | 50,01 | 20 | 96,14  |
| 20   | David Sedej                  | 142,95      | 23 | 44,68 | 19 | 98,27  |
| 21   | Charles Henry Katanovic      | 141,66      | 22 | 47,92 | 21 | 93,74  |
| 22   | Mózes József Berei           | 138,93      | 18 | 54,61 | 22 | 84,32  |
| 23   | Louis Weissert               | 130,31      | 20 | 48,72 | 23 | 81,59  |

### Solistki
| Poz. | Zawodniczka             | Nota łączna | SP | SP    | FS | FS     |
| ---- | ----------------------- | ----------- | -- | ----- | -- | ------ |
| 1    | Anna Pezzetta           | 174,49      | 3  | 60,05 | 3  | 114,44 |
| 2    | Kaiya Ruiter            | 172,42      | 6  | 55,36 | 1  | 117,06 |
| 3    | Kimmy Repond            | 169,35      | 9  | 53,22 | 2  | 116,13 |
| 4    | Lorine Schild           | 168,30      | 5  | 57,05 | 5  | 111,25 |
| 5    | Justine Miclette        | 167,87      | 2  | 60,86 | 6  | 107,01 |
| 6    | Yun Ah-sun              | 163,82      | 1  | 61,83 | 9  | 101,99 |
| 7    | Livia Kaiser            | 161,59      | 4  | 58,25 | 7  | 103,34 |
| 8    | Clare Seo               | 158,49      | 16 | 46,73 | 4  | 111,76 |
| 9    | Gracie Gold             | 154,22      | 7  | 55,00 | 12 | 99,22  |
| 10   | Stefanie Pesendorfer    | 154,00      | 8  | 53,92 | 11 | 100,08 |
| 11   | Sara-Maude Dupuis       | 153,77      | 13 | 50,49 | 8  | 103,28 |
| 12   | Jenni Saarinen          | 153,28      | 11 | 51,60 | 10 | 101,68 |
| 13   | Kristen Spours          | 147,78      | 14 | 49,81 | 13 | 97,97  |
| 14   | Nataly Langerbaur       | 143,77      | 12 | 51,19 | 14 | 92,58  |
| 15   | Emily Saari             | 135,62      | 18 | 45,77 | 17 | 89,85  |
| 16   | Emelie Ling             | 135,62      | 18 | 45,77 | 17 | 89,85  |
| 17   | Julia Lang              | 134,17      | 20 | 44,25 | 16 | 89,92  |
| 18   | Choi Da-bin             | 132,66      | 19 | 44,78 | 18 | 87,88  |
| 19   | Kim Min-chae            | 130,28      | 10 | 52,45 | 23 | 77,83  |
| 20   | Barbora Vrankova        | 130,02      | 21 | 43,41 | 19 | 86,61  |
| 21   | Linnea Kilsand          | 128,43      | 17 | 46,02 | 20 | 82,41  |
| 22   | Katinka Anna Zsembery   | 121,85      | 22 | 43,32 | 21 | 78,53  |
| 23   | Cheuk Ka Kahlen Cheung  | 120,36      | 23 | 42,10 | 22 | 78,26  |
| 24   | Karolina Białas         | 113,57      | 24 | 38,03 | 24 | 75,54  |
| 25   | Chow Hiu Yau            | 104,91      | 26 | 36,06 | 26 | 68,85  |
| 26   | Hana Cvijanović         | 104,26      | 25 | 36,74 | 27 | 67,52  |
| 27   | Frida Turiddotter Berge | 103,10      | 28 | 29,78 | 25 | 73,32  |
| 28   | Yae-Mia Neira           | 94,12       | 27 | 32,93 | 28 | 61,19  |
| 29   | Maral-erdene Gansukh    | 74,51       | 29 | 24,97 | 29 | 49,54  |

### Pary sportowe
Konkurencja nie wchodziła do klasyfikacji generalnej Challenger Series.
| Poz. | Zawodniczka                    | Nota łączna | SP | SP    | FS | FS     |
| ---- | ------------------------------ | ----------- | -- | ----- | -- | ------ |
| 1    | Ellie Kam / Danny O’Shea       | 183,19      | 1  | 65,35 | 1  | 117,84 |
| 2    | Nika Osipowa / Dmitry Epstein  | 158,07      | 2  | 57,70 | 2  | 100,37 |
| 3    | Wioletta Sierowa / Iwan Chobta | 140,36      | 3  | 47,25 | 3  | 93,11  |
| 4    | Sophia Schaller / Livio Mayr   | 132,50      | 4  | 44,94 | 4  | 87,56  |
| 5    | Lydia Smart / Harry Mattick    | 127,50      | 5  | 42,07 | 5  | 85,43  |

### Pary taneczne
| Poz. | Zawodnicy                                       | Nota łączna | RD | RD    | FD | FD     |
| ---- | ----------------------------------------------- | ----------- | -- | ----- | -- | ------ |
| 1    | Emily Bratti / Ian Somerville                   | 179,07      | 1  | 71,61 | 1  | 107,46 |
| 2    | Natacha Lagouge / Arnaud Caffa                  | 160,43      | 3  | 61,44 | 2  | 98,99  |
| 3    | Lily Hensen / Nathan Lickers                    | 155,30      | 2  | 63,73 | 5  | 91,57  |
| 4    | Lou Terreaux / Noe Perron                       | 154,48      | 4  | 61,10 | 4  | 93,38  |
| 5    | Molly Cesanek / Yehor Yehorov                   | 153,03      | 5  | 58,43 | 3  | 94,60  |
| 6    | Leia Dozzi / Pietro Papetti                     | 149,28      | 6  | 58,42 | 6  | 90,86  |
| 7    | Charlotte Lafond-Fournier / Richard Kang-in Kam | 141,08      | 7  | 53,16 | 7  | 87,92  |
| 8    | Elise Montaner / Linus Colmor Jepsen            | 133,43      | 8  | 53,04 | 8  | 80,39  |
| 9    | Hanna Jakucs / Alessio Galli                    | 125,67      | 9  | 50,39 | 9  | 75,28  |
| 10   | Chelsea Verhaegh / Sherim van Geffen            | 120,04      | 10 | 48,36 | 10 | 71,68  |
| 11   | Gauchar Nauryzowa / Boyisangur Datijew          | 114,56      | 11 | 46,35 | 11 | 68,21  |